# Celina Turchi
Celina Maria Turchi Martelli là một nhà dịch tễ học người Brazil, tốt nghiệp Đại học Liên bang Goiás, và cũng là nghiên cứu viên của Quỹ Fundação Oswaldo Cruz ở Recife. Bà lần đầu tiên chỉ ra mối liên hệ giữa virus Zika và tật đầu nhỏ ở trẻ sơ sinh trong thời gian bùng phát dịch bệnh năm 2015 ở Brazil; Bà được tạp chí Nature bình chọn là một trong 10 nhà khoa học nổi bật nhất năm 2016 và cũng được tạp chí Time bình chọn là một trong 100 người có ảnh hưởng nhất năm 2017.

## Cuộc đời và sự nghiệp
Turchi sinh ra tại bang Goiás. Bà tốt nghiệp y khoa tại Đại học Liên bang Goias và nhận bằng thạc sĩ nhiễm trùng học tại Trường Vệ sinh và Y học Nhiệt đới London và tiến sĩ tại Đại học São Paulo. Vào năm 1990, bà tập trung nghiên cứu các bệnh do muỗi gây ra khi bệnh sốt xuất huyết đang lan truyền ở Goiânia. Bà là giáo sư tại UFG cho đến khi nghỉ hưu.
Vào năm 2015, Turchi được Bộ Y tế Braxin chỉ định điều tra sự gia tăng các trường hợp tật đầu nhỏ ở trẻ sơ sinh tại bang Pernambuco. Tại Viện Aggeu Magalhães của Fiocruz, ở Recife, bà trực tiếp chỉ đạo Nhóm nghiên cứu Dịch Tật đầu nhỏ - Microcephaly Epidemic Research Group (MERG). Nhóm của bà đã phát hiện ra rằng vi-rút zika ủ bệnh ở phụ nữ mang thai sẽ ảnh hưởng đến sự thiếu phát triển não bộ của thai nhi.